# Campeonato Mundial de Tiro en 10 m de 1979
El I Campeonato Mundial de Tiro en 10 m se celebró en Seúl (Corea del Sur) en el año 1979 bajo la organización de la Federación Internacional de Tiro Deportivo (ISSF) y la Federación Surcoreana de Tiro Deportivo.

## Resultados

### Masculino
| Evento                         | Oro                               | Plata                        | Bronce                            |
| ------------------------------ | --------------------------------- | ---------------------------- | --------------------------------- |
| Rifle de aire 10 m             | Walter Hillenbrand RFA 390 pts.   | Hans Bräm · Suiza · 386 pts. | Barry Dagger Reino Unido 383 pts. |
| Rifle de aire 10 m (equipos)   | Suiza · 1518                      | Estados Unidos 1515          | Reino Unido 1514                  |
| Pistola de aire 10 m           | Geoffrey Robinson Reino Unido 387 | Thomas Guinn · Canadá · 387  | Ragnar Skanåker · Suecia · 384    |
| Pistola de aire 10 m (equipos) | Suecia · 1525                     | Estados Unidos 1524          | Corea del Sur 1522                |

### Femenino
| Evento                         | Oro                                 | Plata                                | Bronce                                |
| ------------------------------ | ----------------------------------- | ------------------------------------ | ------------------------------------- |
| Rifle de aire 10 m             | Karen Monez Estados Unidos 391 pts. | Wanda Jewell Estados Unidos 381 pts. | Chung Kyung-Ok Corea del Sur 379 pts. |
| Rifle de aire 10 m (equipos)   | Estados Unidos 1140                 | Corea del Sur 1131                   | Reino Unido 1114                      |
| Pistola de aire 10 m           | Ruby Fox Estados Unidos 385         | Pattie Dench Australia 379           | Sally Carroll Estados Unidos 378      |
| Pistola de aire 10 m (equipos) | Estados Unidos 1128                 | Suecia · 1125                        | Reino Unido 1112                      |

## Medallero
| Núm. | País           | Oro | Plata | Bronce | Total |
| ---- | -------------- | --- | ----- | ------ | ----- |
| 1    | Estados Unidos | 4   | 3     | 1      | 8     |
| 2    | Suecia         | 1   | 1     | 1      | 3     |
| 3    | Suiza          | 1   | 1     | 0      | 2     |
| 4    | Reino Unido    | 1   | 0     | 4      | 5     |
| 5    | RFA            | 1   | 0     | 0      | 1     |
| 6    | Corea del Sur  | 0   | 1     | 2      | 3     |
| 7    | Australia      | 0   | 1     | 0      | 1     |
|      | Canadá         | 0   | 1     | 0      | 1     |
|      | TOTAL          | 8   | 8     | 8      | 24    |